# Парк Деда Мраза
Парк Деда Мраза је божићни тематски парк и атракција за посетиоце у Рованиемију у Лапонији у Финској. Парк Деда Мраза је отворен 28. новембра 1998. године.
Парк је дизајниран да опонаша пећинску резиденцију Деда Мраза на Арктичком кругу. Популарна култура често приказује Деда Мраза (или Joulupukki на финском) који долази из Лапоније. Стога туристи сваке године долазе у Рованијеми да упознају Деда Мраза.
Парк Деда Мраза је божићни тематски парк познат као кућна пећина Деда Мраза. Током лета, отворен је од средине јуна до првих недеља августа. У зимској сезони парк је отворен од краја новембра до почетка јануара. Улаз у парк се наплаћује.
У Парку Деда Мраза посетиоци могу да сретну Деда Мраза у његовој канцеларији и да се бесплатно сликају са њим. Поред тога, могуће је посетити пекару медењака госпође Гингербреад, видети Ледену принцезу у њеном леденом краљевству под називом „Ледена галерија“ и послати разгледнице из поште. Такође, Candybar, Magic Train, Kota Café, Shopping area, Elf School и Handicraft део су укључени у цену улазнице. На главној сцени акробатска представа – Магични Божић, изводи се 3 пута дневно.
Парк Деда Мраза је део SantaPark Arctic World – бренда, који такође укључује Тајну шуму Деда Мраза – Јоулука, Arctic Forest Spa – Metsäkyly, Lapland Luxury, Arctic TreeHouse Hotel и Rakas Restaurant & Bar.

## Историја и концепт пословања
Парк Деда Мраза је отворен 28. новембра 1998. као забавни парк.  Концепт је креирао Santaworld Ltd. (Велика Британија), а цена изградње износила је 6,7 милиона евра. Власништво су чиниле финске компаније као што су Finnair, MTV, Sampo, Lasten Päivän Säätiö, Posti. Министарство трговине и индустрије је такође било укључено. Као забавни парк Парк Деда Мраза није достигао своје економске циљеве. Обнова концепта је покушана 2002. године са новом власничком структуром у коју је била укључена општина Рованијеми. Нови концепт представљао је Деда Мраза, божићну и лапонску културу и природу. Дана 24. марта 2009. власништво је пренето на Santa's Holding Ltd. где већину држе Ilkka Länkinen и Katja Ikäheimo-Länkinen. 
Тренутно други власник са акцијама Парка Деда Мраза је Lappset Group Oy. Бивши власници су Eero Sarin, Lasten Päivän Säätiö, Sampo Oyj, Tapsan Tapuli Oy, TeliaSonera Finland Oyj, MTV Oy и лапонски лист Lapin Kansa Oy. Нови власници Ilkka Länkinen и Katja Ikäheimo-Länkinen најавили су да ће се више фокусирати на продају и маркетинг Парка Деда Мраза.

## Атракције
Атракције Парка Деда Мраза укључују:
- Божићни магични шоу
- Деда Мразову канцеларију
- Пошту
- Кухињу од медењака
- Вожњу саоницама
- Магични воз
- Изложбу скулптура од леда
- Тајну радионицу Деда Мразових вилењака
- Радионица вила
- Ледену галерију
- Испод поларног круга
- Музеј Арктикум

Ту је и тржни центар, а лапонски кафић такође је у служби посетиоца.

## Архитектура
Тематски парк се налази у пећини унутар стене где се посетиоци спуштају преко великог портала. Простор је првобитно дизајниран као склониште од ваздушних напада.

## Локација и превоз
До Парка Деда Мраза се може доћи аутомобилом дуж националног аутопута 4. Налази се око 9 км североисточно од Рованиемија и око 2 км од аеродрома Рованијеми. Чести летови из Хелсинкија и других градова за Рованијеми се нуде током целе године. Већина међународних туриста мења авион на аеродрому Хелсинки-Ванта. Такође у божићно време постоји много чартер летова из Шведске, Уједињеног Краљевства и других земаља који лете директно за Рованиеми. Поред тога, постоје летови Рианаир-а за Тампере који такође има редовну везу за Рованијеми. Коначно, постоје редовне аутобуске и железничке везе са већином већих градова у Финској. Локални превоз обезбеђује Деда Мраз експрес (аутобуска линија број 8) од центра Рованиемија до Парка Деда Мраза и Деда Мраза. Путовање аутобусом до Парка Деда Мраза траје око 15 минута.